# Castillo de Monsaraz
El Castillo de Monsaraz, en el Alentejo, está situado en la freguesia de Monsaraz, municipio de Reguengos de Monsaraz, distrito de Évora, Portugal.
Cerca del río Guadiana y del moderno espejo de agua de la presa de Alqueva, se eleva en la colina de Monsaraz, dominando la ciudad medieval y la frontera con España. Su arquitectura militar mezcla elementos medievales y del siglo VI.
El edificio está clasificado como un monumento nacional.

## Historia

### Antecedentes
En una región repleta de monumentos megalíticos, se cree que la primitiva ocupación humana de este sitio se remonta a un  castro  prehistórico, ocupado sucesivamente por  romanos, visigodos y musulmanes, que obtenían su subsistencia de actividades vinculadas a la economía agropastoral. El topónimo está vinculado a este último dominio, ya que, en portugués, la palabra jerez (o sherry) deriva del árabe saris (o sharish), designando la vegetación de jara (xaras), entonces abundante en las orillas del río Guadiana. El topónimo Monsaraz, por lo tanto, evolucionó a partir del «Monte Xarez», o «Monte Xaraz».
En 1830 algunos materiales del patio de armas del castillo fueron utilizados por los habitantes de Monsaraz para construir la plaza de toros.

### El castillo medieval
En la época de la  reconquista cristiana de la península ibérica, el asentamiento fue inicialmente conquistado por las fuerzas bajo el mando del legendario Geraldo Sempavor (1167). Tras la derrota de Afonso Henriques (1112-1185) en Badajoz (1169) fue recuperada por el Califato almohade bajo el mando de Abu Yaacub Yúsuf (1173), para ser definitivamente conquistada por  Sancho II (1223-1248), con la ayuda de la  Orden de los Caballeros Templarios, en 1232, a quien hizo la donación de estos dominios. De esta época se recuerda al Caballero Templario Gomes Martins Silvestre, un aldeano de Monsaraz, cuya tumba se encuentra actualmente en la Iglesia Matriz de Santa María de Lagoa.
Afonso III (1248-1279), con el objetivo de aumentar su asentamiento y defensa, le concedió un estatuto en 1276. En este período, la acción de asentamiento de Monsaraz está vinculada a la figura del caballero Martim Anes Zagallo, que se cree que desempeñó el papel de alcalde del pueblo y de su castillo, habiendo iniciado las obras de la nueva ciudadela, época en la que todavía se iniciaron la primitiva Iglesia Madre de Santa María de Lagoa y otras construcciones.
Con la extinción de la Orden en Portugal, habiendo pasado su patrimonio a la Orden de Cristo (1319), Monsaraz se erige en Comenda da nova Ordem, en la dependencia de Castromarín. Es en esta etapa, bajo el reinado de D. Dinis (1279-1325), cuando comienza la reconstrucción de la Torre del homenaje (1310) y la ampliación de la cerca de la villa, estructuras que, con alteraciones, han llegado hasta nuestros días.
En el contexto de la crisis de 1383-1385 en Portugal, la villa y su castillo fueron atacados por arqueros ingleses al mando del Conde de Cambridge, supuestamente aliados de Portugal, y cayeron, a principios del verano de 1385, bajo el dominio del Rey de Castilla, cuando éste invadió el Alentejo. Abandonados por las tropas castellanas en la marcha, fueron recuperados por las fuerzas leales a  Juan I(1385-1433), comandadas por el condestable Nuno Álvares Pereira, antes de la batalla de Aljubarrota. En 1412, por donación del Condestable a su nieto D. Fernando, Monsaraz se unió a los dominios de la Casa de Braganza.
Bajo el reinado de  Manuel I (1495-1521), el pueblo y su castillo son representados por Duarte de Armas (Libro de las Fortalezas, c. 1509). En 1512, el soberano concedió el Nuevo Foral a la ciudad.

### Desde la Guerra de Restauración hasta nuestros días
En el contexto de la Guerra de Restauración de la independencia portuguesa, debido a su proximidad al río Guadiana y a la frontera española, el Consejo de Guerra del Rey Juan IV (1640-1656) determinó la modernización de sus defensas, rodeando la ciudad con murallas adaptadas a las armas y artillería de la época, y construyendo baluartes fortificados al estilo Vauban, diseñados por Nicolau de Langres y Jean Gillot: el Fuerte de San Benito de Monsaraz.
En el siglo XIX, perdida la importancia económica y estratégica, la sede del concejo se trasladó a la villa de Reguengos de Monsaraz, en la llanura (1840). A partir de entonces, la fortificación fue abandonada, lo que causó la ruina de numerosos elementos.
Las fortificaciones y todo el complejo intramuros de la ciudad de Monsaraz están clasificados como Monumento Nacional por Decreto publicado el 2 de enero de 1946.
La parroquia de Monsaraz ofreció a Mário Soares una llave del castillo durante su visita a la "Presidência Aberta" (Presidencia Abierta) en  Beja, entre el 26 de octubre y el 7 de noviembre de 1987. La llave se encuentra en la colección de la Fundación Mário Soares.

## Características
El castillo en mayor elevación, tiene una planta cuadrangular, con muro de piedra de esquisto y cal reforzada por torres, delimitando la plaza de armas, donde se levantan los edificios de la ciudadela y la torre del homenaje.
El acceso al interior amurallado se hace a través de cuatro puertas de piedra granítica:
La puerta del pueblo, en arco apuntado, protegida por dos cubos  semicilíndricos, uno de los cuales coronado por el campanario encalado del reloj, comunica la Rua Direita con los suburbios. Tiene un techo de nervaduras y, en lo alto de la cúpula, una campana fundida por los extranjeros Diogo de Abalde y Domingos de Lastra, fechada en 1692. En el arco ojival de la puerta, una lápida de mármol conmemora la consagración del reino de Portugal a la Inmaculada Concepción en la época de la Restauración de la Independencia de Portugal, y en la parte posterior del hombro se puede ver el palo y el codo, medidas utilizadas en la época medieval.
- La Puerta de Évora, en el arco ojival;
- La Puerta de la Cisterna o Puerta del Agujero, en arco de medio punto;
- La Puerta de la Alcoba, en pleno arco.

Toda la muralla, de planta ovalada, se basa en el uso mixto de esquistos, abundantes en la región, granito, mortero de arcilla roja y cal.
Aunque la planta del Fuerte de São Bento había sido dibujada en forma de estrella, la morfología de la tierra donde se implanta provocó algunas alteraciones en la planimetría. El fuerte tiene tres baluartes, un parapeto y una cortina artificial que se extiende alrededor del pueblo, estando integrada en el tejido de las paredes la Ermita de São Bento de Monsaraz.

## Galería

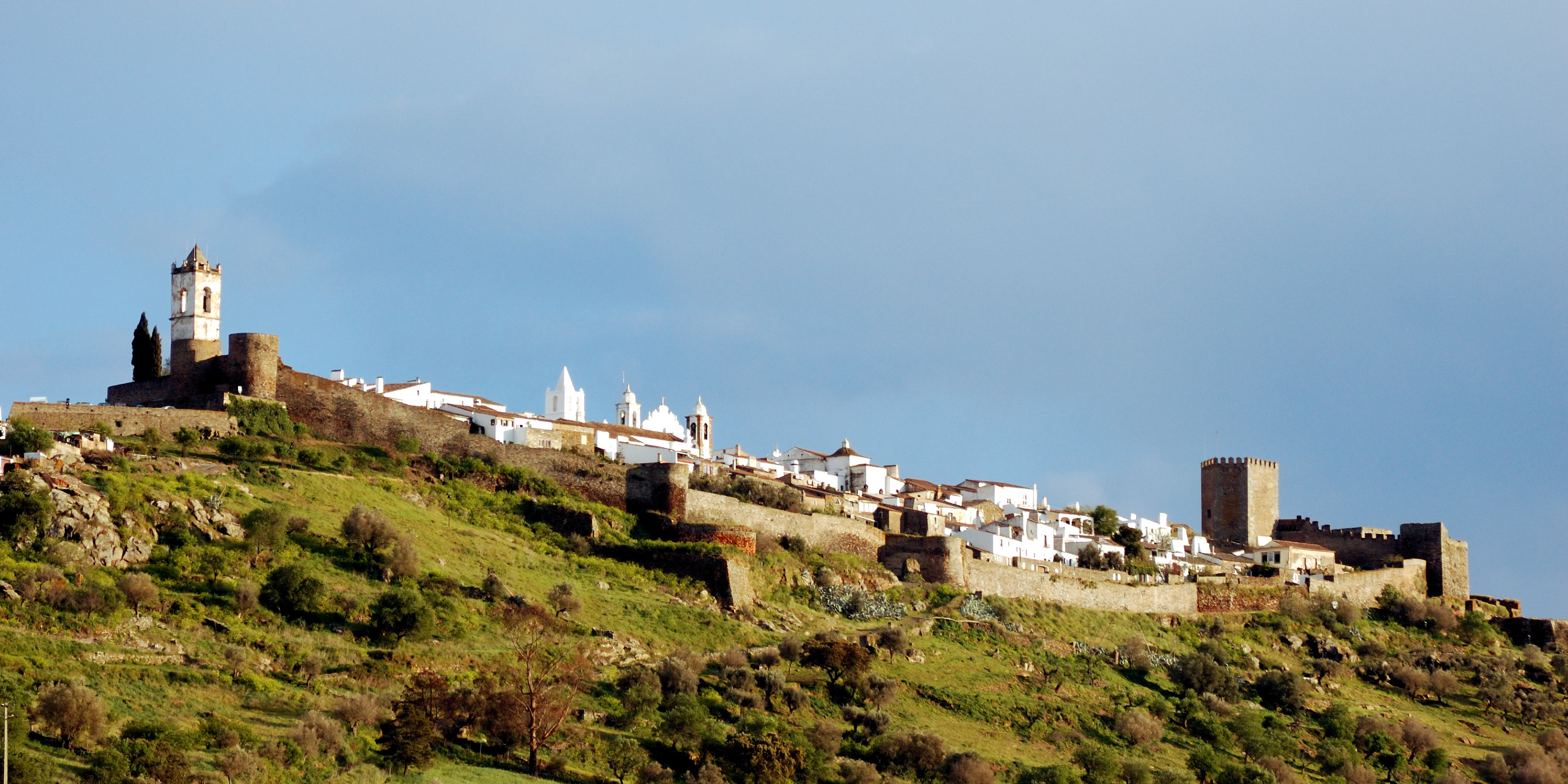
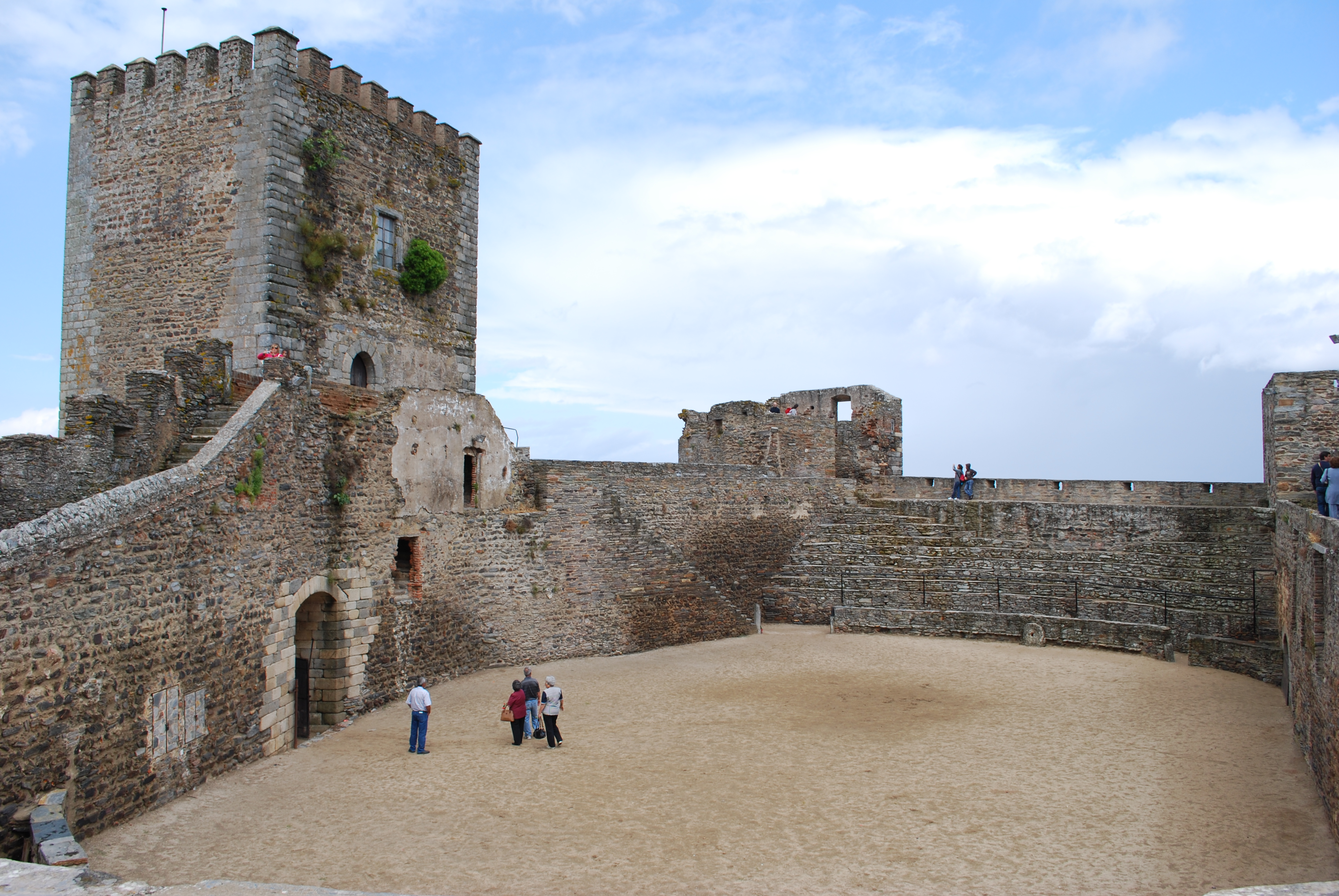
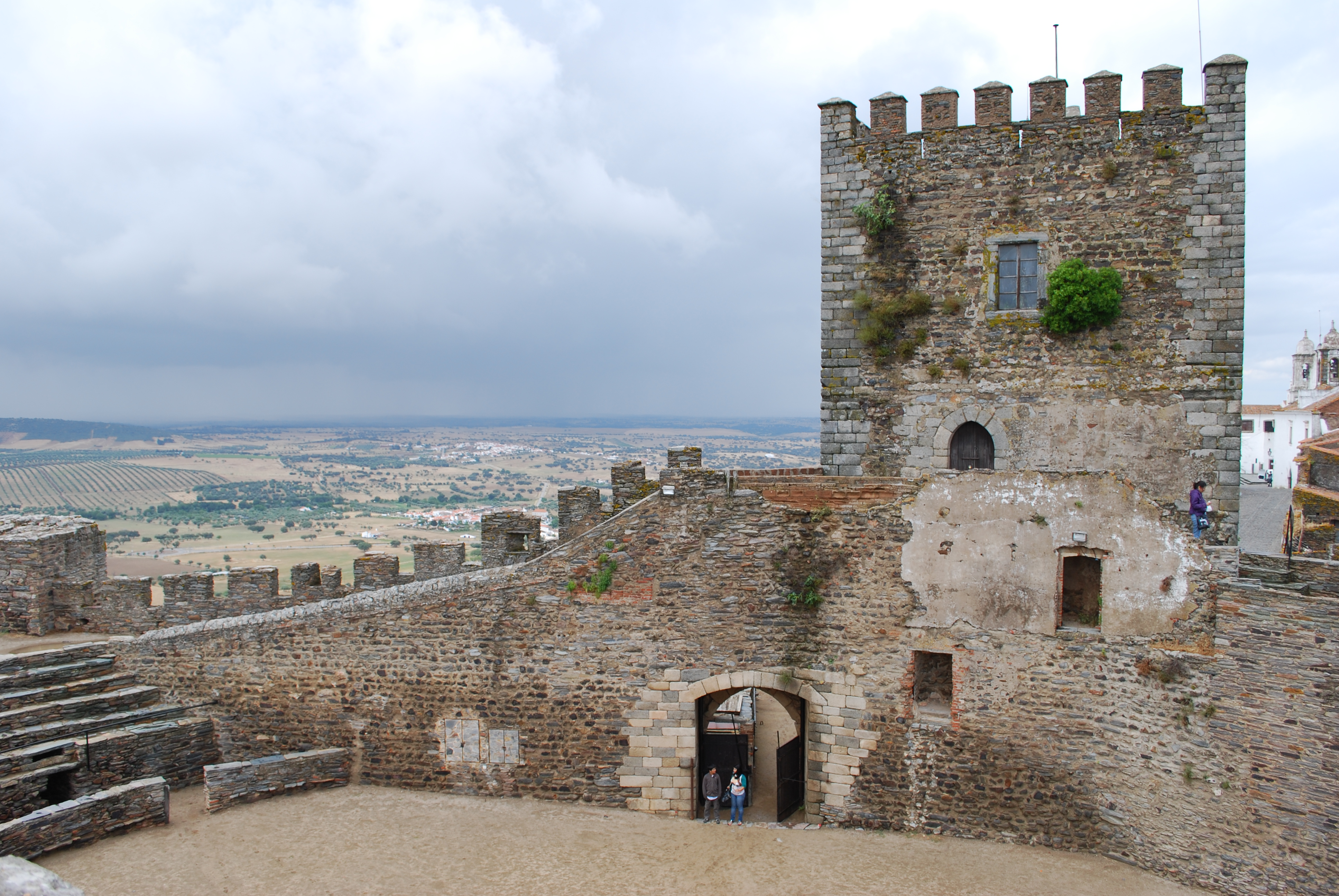
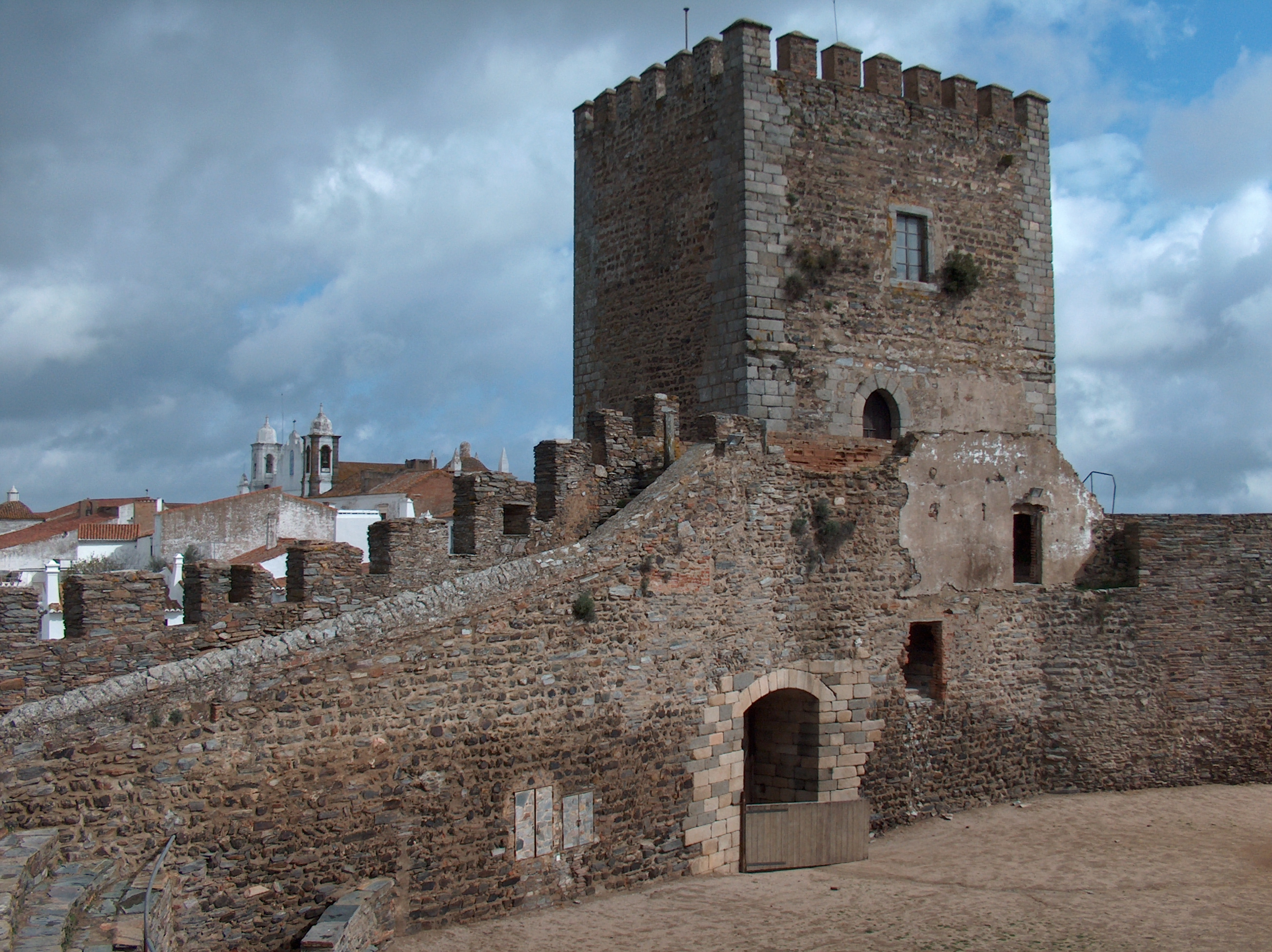